# 上帕斯维克国家公园
上帕斯维克国家公园（挪威語：Øvre Pasvik nasjonalpark）是挪威的一個國家公園，位於挪威北部地區，靠近挪威和芬兰的國境。上帕斯维克国家公园面積119平方（46平方英里）。國家公園成立於1970年代，最初面積66平方（25平方英里），並在2003年擴大了面積。